# کل تپه قوناخ قیران
کل تپه قوناخ قیران مربوط به دوره ساسانیان - سده‌های اولیه دوران‌های تاریخی پس از اسلام است و در شهرستان اردبیل، بخش مرکزی، روستای شیخ احمد واقع شده و این اثر در تاریخ ۱۴ مرداد ۱۳۸۲ با شمارهٔ ثبت ۹۴۲۹ به‌عنوان یکی از آثار ملی ایران به ثبت رسیده است.